# Джей Ернандес
Джей Ернандес (англ. Jay Hernandez; нар. 20 лютого 1978, Монтебелло, США) — американський актор, серед його робіт участь у стрічках «Карантин», «Дуже погані матусі», «Загін самогубців».

## Біографія
Хав'єр Мануель «Джей» Ернандес молодший народився в Монтебелло, США в родині бухгалтера та механіка. В Ернандеса є двоє старших братів та молодша сестра. Актор має мексиканське коріння. Освіту здобув в Технічному коледжі Дон Боско та Коледжі Шор.

## Кар'єра
Вперше з'явився на телеекранах у молодіжній комедії «Hang Time». Потім були епізодичні ролі у сіткомах «USA High», «Факультет». У 2000 дебютував у фільмі «Living the Life».
У 2001 знявся разом з Кірстен Данст у романтичній стрічці «Божевільна і прекрасна». Ернандес виконав головну роль, він зіграв студента, який познайомився з розбещеною донькою конгресмена Ніколь (Кірстен Данст). Між ними виникли почуття, які були небажаними для друзів, родини Ніколь.
У 2005 та 2007 зіграв Пекстона — хлопця, який страждає від нічних жахів у фільмах «Хостел» і «Хостел 2».
У 2016 вийшов фільм від режисера Девіда Еєра «Загін самогубців». Джей виконав роль члена лос-анджелеської банди.

## Особисте життя
З 2006 одружений з акторкою Даніеллою Дойчер. Пара познайомилась на зйомках молодіжного серіалу «Hang Time» про баскетбольну команду.

## Фільмографія

### Фільми
| Рік  | Назва                              | Оригінальна назва            | Роль             | Примітки  |
| ---- | ---------------------------------- | ---------------------------- | ---------------- | --------- |
| 2000 |                                    | Living the Life              | Кікічо           |           |
| 2001 | «Божевільна і прекрасна»           | Crazy/Beautiful              | Карлос           |           |
| 2001 | «Нічого собі поїздочка»            | Joy Ride                     | Марін            |           |
| 2002 | «Новачок»                          | The Rookie                   | Век Кампос       |           |
| 2004 | «Обертальний момент»               | Torque                       | Делтон           |           |
| 2004 | «Вогняна драбина»                  | Ladder 49                    | Кіт Перез        |           |
| 2004 | «У променях слави»                 | Friday Night Lights          | Браян Чавез      |           |
| 2005 | «Хостел»                           | Hostel                       | Пакстон Родрігес |           |
| 2005 | «Шлях Карліто: Сходження до влади» | Carlito's Way: Rise to Power | Карліто          |           |
| 2006 | «Кочівник»                         | Nomad                        | Ералі            |           |
| 2006 | «Karas»                            | Karas: The Prophecy          |                  | озвучка   |
| 2006 | «Всесвітній торговий центр»        | World Trade Center           | Домінік Пеззуло  |           |
| 2007 | «Грайндхаус»                       | Grindhouse                   | Боббі            |           |
| 2007 | «Телешоу»                          | Live!                        | Пабло            |           |
| 2007 | «Хостел 2»                         | Hostel: Part II              | Пакстон Родрігес |           |
| 2008 | «Американський син»                | American Son                 | Джуніор Моралес  |           |
| 2008 | «Небезпечно жити на Лейкв'ю»       | Lakeview Terrace             | Хав'єр Вілляаеал |           |
| 2008 | «Карантин»                         | Quarantine                   | Джейк            |           |
| 2008 |                                    | Nothing Like the Holidays    | Оззі             |           |
| 2010 | «Хлопчики-нальотчики»              | Takers                       | Едді Гетчер      |           |
| 2012 | «Літо. Однокласники. Любов»        | LOL                          | Джеймс           |           |
| 2013 | «Кавалерист»                       | Trooper                      | Карлос Кото      | телефільм |
| 2015 | «Макс»                             | Max                          | сержант Райз     |           |
| 2015 |                                    | The Night Is Young           | Дін              |           |
| 2016 | «Дуже погані матусі»               | Bad Moms                     | Джессі Гаркнесс  |           |
| 2016 | «Загін самогубців»                 | Suicide Squad                | El Diablo        |           |
| 2017 | «Дуже погані матусі 2»             | Bad Mom's Christmas          | Джессі           |           |
| 2017 | «Яскраві»                          | Bright                       | Родрігес         |           |
| 2019 | «Історія іграшок 4»                | Toy Story 4                  | батько Бонні     | озвучка   |

### Серіали
| Рік       | Назва                       | Оригінальна назва | Роль           | Примітки                                       |
| --------- | --------------------------- | ----------------- | -------------- | ---------------------------------------------- |
| 1998–2000 |                             | Hang Time         | Антоніо Лопез  | 29 епізодів                                    |
| 1999      |                             | USA High          | Джоз           | 1 епізод                                       |
| 2000      | «Факультет»                 | Undressed         | Едді           |                                                |
| 2000      | «Один світ»                 | One World         | Октавіо        | 1 епізод                                       |
| 2002      | «Американська сім'я»        | American Family   | Циско          | 2 епізоди                                      |
| 2006–2007 | «Шестеро»                   | Six Degrees       | Карлос Грін    | 13 епізодів                                    |
| 2012      |                             | Last Resort       | Пол Веллс      | 7 епізодів                                     |
| 2013      | «Нашвілл»                   | Nashville         | Данте Рівас    | 6 епізодів                                     |
| 2013      |                             | Ghost Ghirls      | агент Санчез   | 1 епізод                                       |
| 2014      |                             | Gang Related      | Даніель Акоста | 1 епізод                                       |
| 2015      | «Простір»                   | The Expanse       | Дмітрі Гавелок | 5 епізодів                                     |
| 2017      | «Скандал»                   | Scandal           | Кертіс Прайс   | 7 епізодів                                     |
| 2018–2024 | «Приватний детектив Магнум» | Magnum, P.I.      | Томас Магнум   | головна роль; 96 епізодів                      |
| 2019      | «Кінь БоДжек»               | BoJack Horseman   | Маріо          | Епізод: "A Horse Walks into a Rehab"           |
| 2020      | «Гаваї 5.0»                 | Hawaii Five-0     | Томас Магнум   | Епізод: "Ihea 'oe i ka wa a ka ua e loku ana?" |